# Sabrina: Secrets of a Teenage Witch
Sabrina: Secrets of a Teenage Witch ou (Sabrina: Segredos de uma Bruxa (título em Portugal) ) é uma série de desenho animado computadorizada estadunidense, baseada na personagem Sabrina da Archie Comics. A série foi desenvolvida por Pamela Hickey e Dennys McCoy. Nos Estados Unidos, a série foi adquirida pelo canal Hub Network em 1 de outubro de 2012, e transmitida em 12 de outubro de 2013 até 7 de junho de 2014. Em Portugal a série estreou em 15 de setembro de 2014 no Disney Channel.

## Enredo
A série conta a história de Sabrina, uma bruxa adolescente de cabelos loiros. Desde que ela nasceu metade bruxa e metade humana, passou a viver uma vida dupla como uma estudante normal do ensino médio e também como uma aprendiz de feiticeira no mundo mágico. Mas quando ambos os mundos colidem-se, Sabrina é a única capaz de combater seus inimigos, enquanto guarda sua identidade secreta de todos os seres humanos, ao seu redor.
Ao contrário das versões anteriores, nesta série Sabrina é uma Princesa bruxa; que está destinada a governar todo o mundo mágico como Rainha, um dia. O gato preto Salem é um espião enviado por Enchantra para tornar a vida de Sabrina insuportável no mundo humano, para ela viver permanente no mundo das bruxas, para que Enchantra possa drenar todos os poderes mágicos de Sabrina para ela tornar-se a feiticeira mais forte e mais temida em todo o Mundo das Bruxas.

## Elenco
- Ashley Tisdale como Sabrina Spellman
- Ian James Corlett como Salem Saberhagen/Professor Geist
- Tabitha St. Germain como Hilda Spellman[5]/Veralupa
- Erin Mathews como Zelda Spellman[5]/Jessie
- Maryke Hendrikse como Amy/Londa[5]
- Kathleen Barr como Enchantra/Tiffany Titan/Zanda[5]
- Matthew Erickson como Harvey Kinkle[5]
- Andrew Francis como Ambrose
- James Higuchi como Shinji
- David A. Kaye como Jim
- Jamie Leipert como Spugent
- Rebecca Shoichet como Spella

## Episódios
| #  | Título                             | Exibição original                            | Audiência (em milhões) |
| -- | ---------------------------------- | -------------------------------------------- | ---------------------- |
| 1  | "Dances with Werewolves"           | 12 de outubro de 2013 15 de setembro de 2014 | 0.269                  |
| 2  | "Scream It with Flowers!"          | 19 de outubro de 2013                        | 0.247                  |
| 3  | "Ice Giant for Tea"                | 26 de outubro de 2013                        | 0.260                  |
| 4  | "Shock Rock"                       | 2 de novembro de 2013                        | 0.166                  |
| 5  | "No Time"                          | 9 de novembro de 2013                        | 0.274                  |
| 6  | "Faking Up Is Hard to Do!"         | 16 de novembro de 2013                       | 0.175                  |
| 7  | "Hic! Hic! Boom!"                  | 23 de novembro de 2013                       | 0.183                  |
| 8  | "Best Friends Fighting"            | 30 de novembro de 2013                       | 0.138                  |
| 9  | "Return of the Werewolf"           | 7 de dezembro de 2013                        | 0.101                  |
| 10 | "Creatures and Caves"              | 14 de dezembro de 2013                       | 0.178                  |
| 11 | "See No Sabrina, Hear No Sabrina!" | 28 de dezembro de 2013                       | 0.105                  |
| 12 | "Hurry Scurry"                     | 4 de janeiro de 2014                         | 0.230                  |
| 13 | "Ultra-Stitious"                   | 11 de janeiro de 2014                        | 0.192                  |
| 14 | "Sabrina the Troll Princess"       | 15 de março de 2014                          | 0.124                  |
| 15 | "Baby-Witching"                    | 22 de março de 2014                          | 0.199                  |
| 16 | "Night Pests"                      | 29 de março de 2014                          | 0.165                  |
| 17 | "A Renewed Sense of Magic"         | 5 de abril de 2014                           | 0.130                  |
| 18 | "Super-Brina"                      | 12 de abril de 2014                          | 0.117                  |
| 19 | "Home Sweet Home"                  | 19 de abril de 2014                          | 0.195                  |
| 20 | "Now You See It..."                | 26 de abril de 2014                          | 0.270                  |
| 21 | "No More Magic"                    | 3 de maio de 2014                            | 0.161                  |
| 22 | "What a Ride!"                     | 10 de maio de 2014                           | 0.272                  |
| 23 | "Who Let the Cat Out?"             | 17 de maio de 2014                           | ASA                    |
| 24 | "Chariots of Fear"                 | 24 de maio de 2014                           | ASA                    |
| 25 | "Careful What You Witch For!"      | 31 de maio de 2014                           | ASA                    |
| 26 | "Spella!"                          | 7 de junho de 2014                           | ASA                    |